# Puente Tawantinsuyu
El puente Tawantinsuyu establece comunicación peatonal entre los centros poblados de Astobamba (margen derecha del rio Huarautambo) y Huarautambo (margen izquierda del rio Huarautambo). Fue construido como parte de los Caminos del Inca o Qhapaq Ñan, por trabajadores Yarush y Yacha, bajo órdenes directas del general Tupa Yupanqui.

## Representación del puente Tawantinsuyu en la moneda peruana.
El jueves 4 de noviembre de 2015 se puso en circulación la vigésimo segunda moneda de la serie numismática “Riqueza y Orgullo del Perú”. Esta moneda de un sol es alusiva al centro poblado de Huarautambo, en ella se puede apreciar la representación de la Paqcha (fuente de agua perteneciente al sitio arqueológico de Huarautambo) y del puente Tawantinsuyu.

##### Galería (Puente Tawantisuyu)

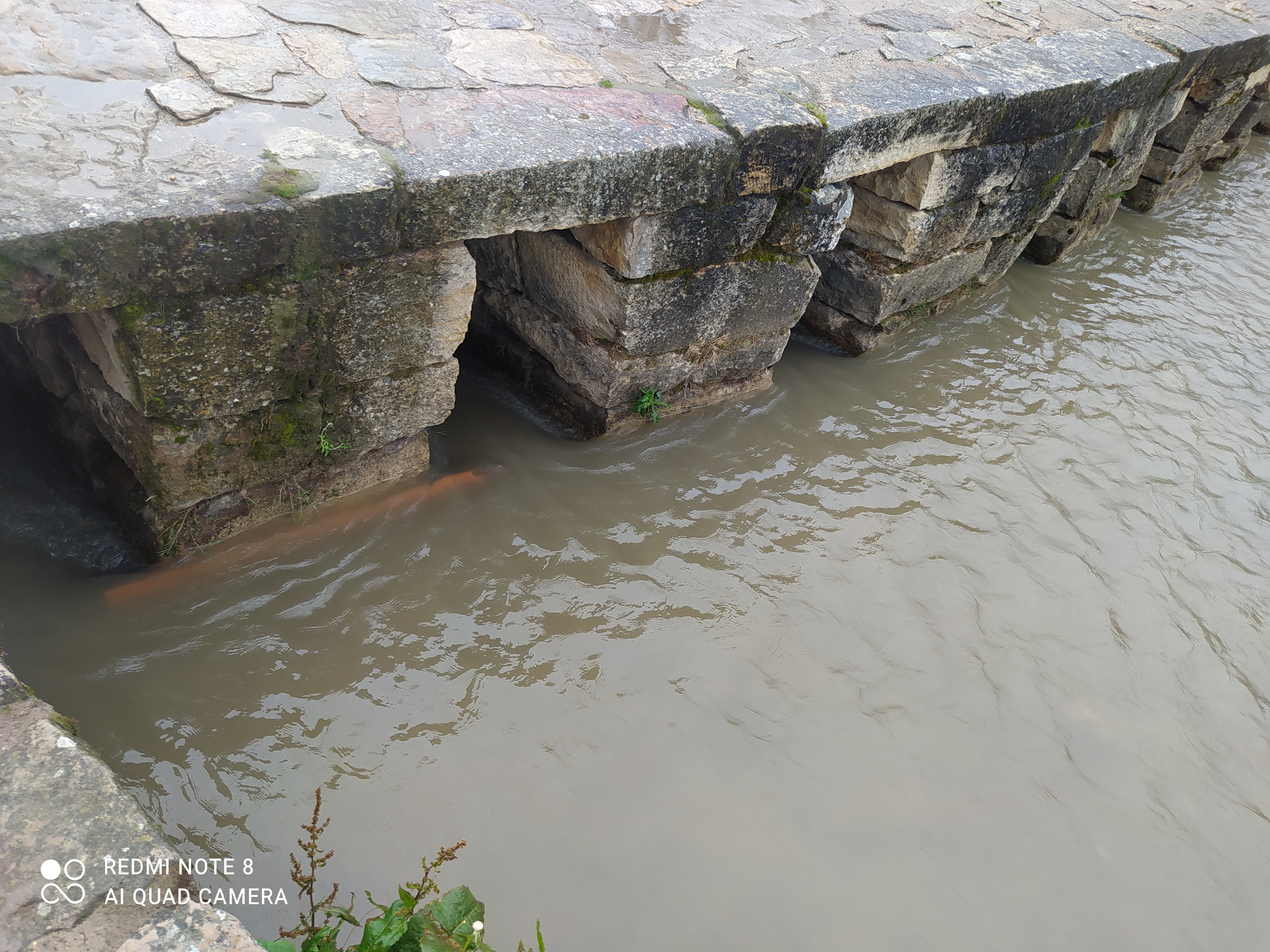
Canaletas del puente Tawantinsuyu, los cuales tienen forma de ventanas incas y cuentan con más de un metro de altura por setenta centímetros de anchura.
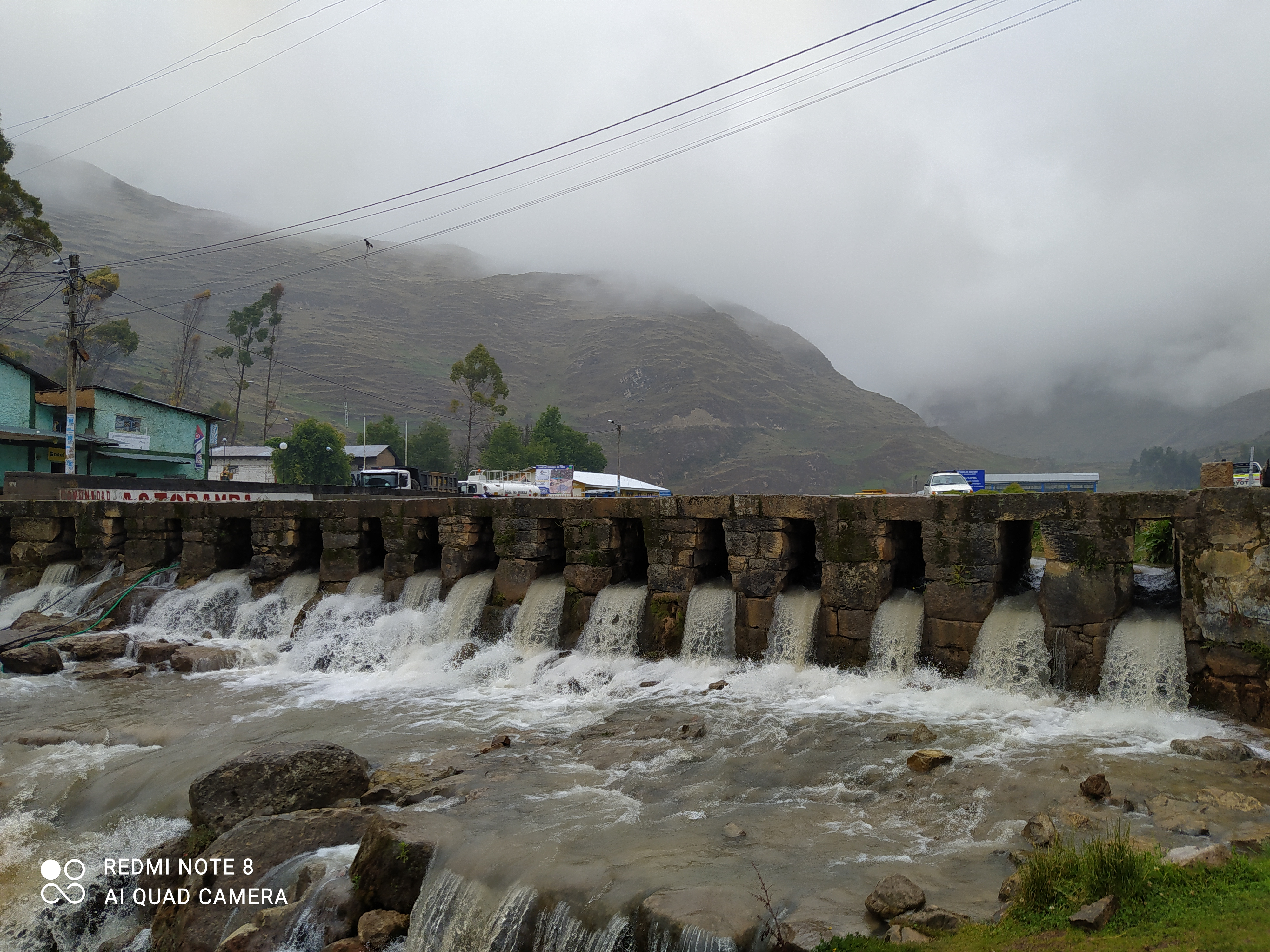
Imagen panorámica del puente Tawantinsuyu, el cual vincula a los centros poblados de Astobamba y Huarautambo.